# Bitka kod Edese
Bitka kod Edese se odigrala 259. godine između vojske Rimskog Carstva predvođene carem Valerijanom i vojske Sasanidskog Carstva predvođene velikim kraljem Šapurom I.

## Uvod u bitku
Prije ove bitke, Šapur je nekoliko puta pljačkajući prodirao duboko u područje Rimskog Carstva te pljačka i pali Antiohiju 253. ili 256. Kako bi zaustavio njegov napredak, te se u jednu ruku osvetio, car Valerijan okuplja veliku vojsku, koja je uključivala i pretorijansku gardu. Počinje marš do granice između ova dva carstva. Rimska vojska u početku ponovno osvaja provinciju Siriju. Car dolazi nadomak grada Edese u Mezopotamiji gdje je bila smještena većina Šapurove vojske te glavna bitka počinje.

## Bitka
O ovoj se bitci i njezinom tijeku slabo i malo zna. Rimljani su bili brojniji za oko 30.000 ratnika. Povjesničari vjeruju da su vojske normalno razmještene tj. konjica na krila, a pješaštvo u centru. Iako su bili mnogobrojniji, Rimljani su katastrofalno poraženi. Cijela vojska je bila pobijena ili zarobljena, a sam car Valerijan i njegovi bliži suradnici pali su u Šapurovo zarobljeništvo. Rimljani su to smatrali najvećom sramotom.

## Posljedice i pretpostavke poslije bitke
Jedna teorija govori da se Valerijan predao te ga je Šapur poslao s dijelom njegove vojske u grad Bišapur gdje je nastavio život. Ostatak njegove vojske Šapur je koristio u građevinske svrhe, primjerice branu Band-e Kaisar.
Druga teorija govori da je Valerijan s većinom svoje vojske zarobljen izdajom, dok je pregovarao za mir. Prema Laktanciju, Šapur je ponizio Valerijana tako da mu se ovaj poklonio, a Šapur se preko njegovih leđa popeo na konja koristeći Valerijana kao "stepenicu". Kako je Valerijan zarobljen, Šapur ga je ubio i dao preparirati kao trofej koji je stajao u njegovom dvoru. Šapur je te svoje vojne uspjehe dao ovjekovječiti u više reljefa te u trojezičnom natpisu kod Nakš-e Rustama, takozvanom res gestae divi Saporis.
Šapuru I. ipak nije uspjelo prodrijeti do Sredozemnoga mora, ako je to uopće bio njegov plan vjerojatno i zato što je njegove snage vezao rimski saveznik vladara Palmire, Septimije Odenat. Šapur je očito samo htio protjerati Rimljane iz Mezopotamije i Armenije. Perzija se u ovim ratovima dokazala kao itekako opasan protivnik Rima.